# Šao Jüan-ťie
Šao Jüan-ťie (čínsky pchin-jinem Shào Yuánjié, znaky zjednodušené 邵元节, tradiční 邵元節, 1459–1539) byl čínský taoistický kněz, blízký důvěrník císaře Ťia-ťinga.

## Jména
Šao Jüan-ťien používal zdvořilostní jméno Čung-kchang (čínsky pchin-jinem Zhòngkāng, znaky 仲康) a přezdívky Süe-ja (čínsky pchin-jinem Xuěyá, znaky 雪崖, „Sněžný útes“) a Tchaj-che-c’ (čínsky pchin-jinem Tàihézǐ, znaky 太和子, „Mistr Velké Harmonie“).

## Život
Šao Jüan-ťie pocházel z okresu Kuej-si v jihočínské provincii Ťiang-si. Byl taoistou školy „pravé jednoty“ (čeng-i), ve třinácti letech přišel na horu Lung-chu-šan, kde si v tamní taoistické obci získal velkou autoritu. Roku 1524 ho mingský císař Ťia-ťing povolal ke dvoru. Císaři sloužil jako specialista na rituály zajišťující déšť a sníh, dědice a kosmický řád obecně. Císař dlouho neměl syny, po narození prvních (nejstarší zemřel malý 1533, druhý se narodil 1536) Šao Jüan-ťiea vyznamenal. Získal panovníkovu důvěru a podporu, a byl pověřen dohledem nad taoistickými kláštery a jmenováním jejich představených. Obdržel vysoké tituly (čen-žen, „dokonalý“), první úřednickou hodnost, a (formálně) titul ministra obřadů. Dostal vysoký plat a 40 vojáků císařské gardy ke službě. V jeho rodišti pro něj císař nechal postavit taoistický klášter. Odměn a hodností se dostalo i Šao Jüan-ťieovým rodičům a příbuzným. Císař a jeho okolí si ho cenili pro jeho vědomosti a znalosti obřadů nastolujících a uchovávajících řád světa.
Roku 1539 císař cestoval do střední Číny, Šao Jüan-ťie byl příliš nemocný, než aby ho mohl doprovázet a doporučil místo sebe jiného taoistu, Tchao Čung-wena. Krátce na to Šao Jüan-ťie zemřel. Pohřben byl s velkými poctami, panovník mu udělil posmrtné jméno, a dokonce čtyřznakové, namísto obvyklého dvouznakového. Po smrti císaře Ťia-ťinga nový režim odvolal posmrtné tituly a vyznamenání udělená mu Ťia-ťingem.
Jeho dílo, Sebrané spisy Velké Harmonie (太和文集, Tchaj-che wen-ťi), je ztraceno.